# Yukhon
Re Yukhon, il cui titolo ufficiale fu Samdach Brhat-Anya Chao Yugandhara (Mueang Sua, ... – Phadao, 1430), è stato il quinto sovrano del Regno di Lan Xang, la cui capitale era Mueang Sua (detta anche Xieng Thong), l'odierna Luang Prabang, nel Laos settentrionale.
Salì al trono nel 1429 dopo la morte del fratello Phommathat, vittima di un complotto di corte. La sua sorte fu simile a quella del fratello e fu assassinato dopo soli 8 mesi dalla sua ascesa al trono.
Le cronache che lo menzionano provengono dagli antichi annali di Lan Xang, di Lanna, di Ayutthaya e di Birmania, che differiscono tra loro. Gli annali di Lan Xang furono tradotti in altre lingue ed interpretati in diversi modi, dando luogo a controversie sull'attendibilità dei riferimenti storici. La principale tra le critiche che determinarono il cambiamento del testo originale, fu dettata dalla convinzione che molti degli avvenimenti storici fossero stati omessi o distorti nell'edizione originale a maggior gloria del regno. Gli avvenimenti e le date relative alla vita di Yukhon non sono quindi pienamente attendibili, anche per la difficoltà che ebbero gli storiografi a registrare l'incalzante susseguirsi degli avvenimenti di questo periodo oscuro di Lan Xang.

## Biografia
Era il secondogenito di re Lan Kham Deng e Keo Pum Fa. Salì al trono nel 1429, ereditando dal fratello Phommathat uno Stato in gravi condizioni di instabilità, al cui interno fazioni dell'aristocrazia si disputavano il potere. Il suo regno fu dominato dalla cortigiana Maha Devi (letteralmente: "Grande dea"), un membro della famiglia reale che aveva acquisito crescente importanza durante il regno di Lan Kham Deng. Era stata la mandante dell'assassinio di Phommathat, che rappresentava un ostacolo alle sue brame di potere.
Yukhon fu scelto come sovrano per volere della stessa Maha Devi, che intendeva farne un fantoccio di cui disporre a piacimento. Quando si rese conto che anche Yukhon ostacolava i suoi piani, tramò per eliminarlo. Il sovrano capì il pericolo in cui si trovava e fuggì da Mueang Sua, ma venne raggiunto dagli emissari di Maha Devi che lo uccisero nel 1430 in una località chiamata Phadao. Morì dopo soli 8 mesi di regno, durante i quali non furono registrati altri eventi rilevanti. Maha Devi scelse anche il suo successore, il principe Kon Kham, fratello minore di Lan Kham Deng e zio dello stesso Yukhon.

## Crisi del regno
L'assassinio di Phommathat e Yukhon furono solo alcuni dei gravi episodi che insanguinarono la corte in quegli anni. La sfrenata ambizione di Maha Devi aveva destabilizzato l'armonia che aveva contraddistinto la corte di Lan Xang fino al regno di Lan Kham Deng, ed avrebbe in seguito provocato altri eventi luttuosi, tra cui la morte di altri monarchi di Mueang Sua. Sarebbe riuscita a diventare la prima donna sovrano di Lan Xang quando ormai aveva più di 90 anni, attorno al 1440, ma il suo regno durò poco. Decisi a porre fine ai suoi soprusi, membri della nobiltà fecero uccidere lei ed il giovane marito, per poi mettere a capo dello Stato un consiglio formato da alti prelati.
Un altro elemento che contribuì ai luttuosi eventi, fu la frattura che avvenne a corte fra la fazione alleata ai siamesi del Regno di Ayutthaya e quella alleata all'Impero Khmer. La prima si era creata quando il re di Ayutthaya Ramathibodi I aveva fatto sposare negli anni 60 del secolo precedente la figlia Nang Keo Lot Fa a Fa Ngum, il fondatore di Lan Xang. Tale fazione era costituita dagli aristocratici fedeli alla tradizione di corte del precedente Regno di Mueang Sua, che erano stati messi in secondo piano da Fa Ngum.
La seconda fazione era legata alla corte khmer, che era stata fondamentale nell'unificazione del paese con l'appoggio militare ed economico fornito per la campagna militare che portò alla fondazione di Lan Xang. Alcuni storiografi ipotizzano che l'adesione di Fa Ngum alla causa khmer ed il conflitto tra le due fazioni avesse influito sulla destituzione e l'esilio dello stesso sovrano, incapace di gestire la situazione nei suoi ultimi anni di vita. Durante il regno di Yukhon, il già declinante Impero Khmer subì la distruzione della capitale Angkor Thom da parte delle armate di Ayutthaya e la corte si spostò a sud-est, nella zona dell'odierna Phnom Penh. Tale evento pose fine all'influenza dei khmer nel sudest asiatico.